# Jude Wanniski
Jude Thaddeus Wanniski, (17 de junio de 1936 - 29 de agosto de 2005) fue un periodista, comentarista conservador y economista político estadounidense.

## Infancia y formación
Wanniski nació en Pottsville, Pensilvania, hijo de Constance, que trabajaba en una empresa de contabilidad, y Michael Wanniski, carnicero itinerante. Su padre era de ascendencia polaca y su madre era una inmigrante escocesa. Cuando aún era muy joven, su familia se trasladó a Brooklyn, donde su padre se convirtió en encuadernador de libros. Su abuelo era minero del carbón en Pensilvania y militante comunista que le dio a su nieto una copia de El Capital por su graduación de la escuela secundaria.

## Trayectoria profesional
Después de la universidad, Wanniski trabajó como reportero y columnista en Alaska. De 1961 a 1965 trabajó en The Las Vegas Review-Journal como columnista político, donde aprendió economía por su cuenta.
En 1965, Wanniski se mudó a Washington D. C., para trabajar como columnista del National Observer, publicado por el Dow Jones.
De 1972 a 1978, Wanniski fue editor asociado de The Wall Street Journal. Dejó su trabajo luego de ser descubierto en una estación de tren de Nueva Jersey distribuyendo folletos en apoyo de un candidato republicano a senador, un acto considerado una violación de la ética de la publicación.
En 1978 Wanniski fundó Polyconomics, una empresa de predicción económica, donde él y sus analistas asesoraban a empresas, bancos de inversión y otros.
También comenzó a asesorar directamente a políticos sobre política económica, el primero fue el candidato presidencial Ronald Reagan y luego los aspirantes presidenciales Jack Kemp y Steve Forbes. Ayudó a diseñar los recortes de impuestos realizados durante el primer mandato de Reagan en el cargo. Su papel formal como asesor de Reagan terminó después de que se publicara una entrevista que concedió al Village Voice con el título "La batalla por la mente de Reagan".
A fines de la década de 1990, Wanniski desarrolló amistad con el controvertido líder de la Nación del Islam, Louis Farrakhan, y declaró: "Mi esposa Patricia y yo pasamos el fin de semana del 4 de julio, cuatro días en Chicago en la Conferencia Islámica Internacional, organizada por la Nación del Islam, en conjunto con el Liderazgo Mundial de los Pueblos Islámicos. Puede que haya sido el evento político más importante que he presenciado en mi vida.[....] Lo que hizo que el evento fuera tan importante fue que cuando comenzó el fin de semana, Farrakhan era el líder espiritual de 200.000 miembros de la Nación del Islam y claramente el más influyente de los 33 millones de afroamericanos. En su conclusión, Farrakhan tenía una buena oportunidad de unir a 1.200 millones de musulmanes bajo su liderazgo espiritual ".
Polyconomics como corporación cesó sus operaciones el 30 de junio de 2006, diez meses después de la muerte de Wanniski, pero el nombre (una combinación de "política" y "economía") sigue vivo en el Instituto de policonomía, donde se pueden encontrar las obras completas de Wanniski para la policonomía, así como su correspondencia con los responsables de política económica y sus conferencias.

## Creencias económicas y políticas
Wanniski defendió constantemente la reducción de las barreras comerciales, la eliminación de los impuestos a las ganancias de capital y el retorno al patrón oro. 

### Impuestos más bajos
Wanniski jugó un papel decisivo en la popularización de las ideas de tasas impositivas más bajas incorporadas en la " Curva de Laffer " y estuvo presente en 1974 cuando Arthur Laffer dibujó la curva en la famosa servilleta de Dick Cheney y Donald Rumsfeld.
Una visión simplificada de la teoría es que los ingresos fiscales serían cero si las tasas impositivas fueran 0% o 100% y en algún lugar entre 0% y 100% hay una tasa impositiva que maximiza los ingresos totales. El postulado de Laffer era que la tasa impositiva que maximiza los ingresos estaba en un nivel mucho más bajo de lo que se creía anteriormente, tan bajo que las tasas impositivas actuales estaban por encima del nivel necesario para maximizar los ingresos. 
Muchos economistas se mostraban escépticos entonces de que fuera cierto en la práctica. Wanniski sugirió, sin ninguna evidencia, que Estados Unidos estaba en el lado equivocado de la curva de Laffer.

### La teoría de los dos Papá Noel
La teoría de los dos Papá Noel es una teoría y estrategia política publicada por Wanniski en 1976, que promovió dentro del Partido Republicano de los Estados Unidos. La teoría establece que en las elecciones democráticas, si los demócratas atraen a los votantes proponiendo programas para ayudar a la gente, los republicanos no pueden obtener un atractivo más amplio proponiendo menos gastos. El primer "Santa Claus" del título de la teoría se refiere a los demócratas que prometen programas para ayudar a los desfavorecidos. La "Teoría de los dos Papá Noel" recomienda que los republicanos asuman el papel de un segundo Papá Noel no argumentando que se reduzca el gasto, sino ofreciendo la opción de reducir los impuestos.
Según Wanniski, la teoría es simple. En 1976, escribió que la teoría de los dos Papá Noel sugiere que "los republicanos deberían concentrarse en la reducción de la tasa impositiva. A medida que logren ampliar los incentivos a la producción, la economía volverá al pleno empleo y, por lo tanto, reducirán las presiones sociales para el gasto público. Así como un aumento en el gasto público significa inevitablemente que se deben aumentar los impuestos, un recorte en las tasas impositivas, al expandir el sector privado, disminuirá el tamaño relativo del sector público". Wanniski sugirió esta posición, como ha aclarado Thom Hartmann, de modo que los demócratas "tendrían que ser anti-Santa al aumentar los impuestos, o anti-Santa al recortar el gasto". Cualquiera de las dos perdería las elecciones".

### La forma en que funciona el mundo
El libro de 1978 de Wanniski, The Way The World Works, documentó su teoría de que las votaciones del Senado de los Estados Unidos sobre la legislación arancelaria Smoot-Hawley coincidían día a día con la caída de la bolsa de Wall Street de 1929, y que la Gran Depresión fue el resultado del arancel Smoot-Hawley, más que cualquier fracaso de la economía clásica.

### Irak
Wanniski también se destacó por su periodismo sobre las supuestas armas de destrucción masiva (ADM) en Irak. Ya en 1997, Wanniski publicó columnas en su sitio web alegando que después de noviembre de 1991, los inspectores de la UNSCOM nunca habían encontrado armas de destrucción masiva en Irak, pero habían encontrado y destruido todos los programas de armas de destrucción masiva de Irak con la ayuda del régimen de Saddam en los meses posteriores a la primera Guerra del Golfo. Wanniski no sólo reconoció la importancia prospectiva de la cuestión de las armas de destrucción en masa iraquí antes que otros periodistas, sino que también argumentó correctamente que Irak no tenía armas de destrucción masiva y declaró que Estados Unidos nunca permitiría que la UNSCOM pusiera fin al régimen de inspecciones, independientemente de lo que hiciera Irak.
Se convirtió en una figura algo controvertida en el movimiento conservador a principios de 2003, cuando se opuso abiertamente a la inminente guerra de Estados Unidos con Irak. El 27 de octubre de 2004, denunció públicamente a George W. Bush, diciendo: "El Sr. Bush se ha convertido en un imperialista, una persona cuyas decisiones como comandante en jefe han hecho del mundo un lugar más peligroso". Finalmente, Wanniski apoyó al candidato demócrata de 2004, John Kerry, aunque claramente prefirió la plataforma republicana en cuestiones relacionadas con los impuestos.
El último trabajo publicado de Wanniski fue un artículo para la antología contra la guerra de IHS Press de 2005, ¡Neo-Conned! .

## Influencia
A Wanniski se le ha atribuido el mérito de haber acuñado el término economía de la oferta para distinguirlo de las teorías keynesianas y monetaristas "de la demanda" más dominantes. Pero le dijo a un amigo que la frase real debería atribuirse a Herbert Stein, por la frase de Stein "fiscalistas del lado de la oferta".
La estrella del Partido Republicano en ascenso, Jack Kemp, se convirtió en un defensor de la economía de la oferta debido a la tutela de Wanniski, y trabajaría para poner sus propuestas en práctica legislativa.
The Way the World Works fue declarado uno de los 100 libros más influyentes del siglo XX por la revista National Review.  El comentarista conservador Robert D. Novak dijo, en la introducción a la edición del vigésimo aniversario (1998) del libro, que era uno de los dos libros que "dieron forma madura a la filosofía de la política y el gobierno". ( Wittaker Chambers)
A partir de 1987, Wanniski editó una "Guía de medios" anual en la que calificaba a los expertos en una escala de cuatro estrellas. Algunos conservadores, como George F. Will y Norman Podhoretz, recibieron solo una estrella.
En 1998, Wanniski intentó fomentar el diálogo entre Louis Farrakhan y aquellos que lo habían calificado de antisemita. Hizo los arreglos para que Farrakhan fuera entrevistado por el reportero Jeffrey Goldberg, que había escrito para el semanario judío The Forward y el New York Times. La extensa entrevista nunca apareció en ninguna publicación, y Wanniski la publicó en su sitio web en el contexto de un memorando al senador Joseph Lieberman.

## Muerte
Wanniski murió de un ataque al corazón el 29 de agosto de 2005 en Morristown, Nueva Jersey, mientras trabajaba en su escritorio. Le sobrevivieron su esposa, Patricia, y sus hijos Matthew, Andrew, Jennifer Harlan, su hermano Terrance Wanniski y su hermana Ruth Necco.
En el momento de su muerte, Wanniski se encontraba en el punto más bajo de su influencia política, según su viejo amigo Robert Novak. Dirigía su consultoría económica desde sus oficinas de Parsippany. Hablaba de muchos clientes de Wall Street, aunque se quejó de que algunos se habían ido debido a su política. Publicaba comentarios personales varias veces a la semana en su sitio web personal, sobre temas que iban desde política internacional y política comercial hasta reseñas de películas.